# Hapalopilus mutans
Hapalopilus mutans är en svampart som först beskrevs av Peck, och fick sitt nu gällande namn av Gilb. & Ryvarden 1986. Hapalopilus mutans ingår i släktet Hapalopilus och familjen Polyporaceae.   Inga underarter finns listade i Catalogue of Life.